# 麥奀
廣州雲吞麵大王麥煥池之子，原名麥鏡鴻，因瘦削身材，故名麥奀。1968年，麥奀在中環機利文街大牌檔開設麥奀記，並由六弟麥路負責打麵。1983年，麥奀因年長退休，並把大牌檔牌照交還政府，取得3萬6千港元賠償。
1989年，麥奀在威靈頓街開設麥奀雲吞麵世家。並復出親自打理，至1996年，麥奀才正式退休，並由其次子麥志明繼承。
- 雲吞麵：廣東人的故鄉情結